# 香港望族
《香港望族》（英語：The Hong Kong Nobles）是香港亞洲電視製作的資訊節目，全節目共15集，由殷莉主持。
本節目原為ATV 2010亞洲電視節目巡禮的節目之一，原本預定由古天農主持的節目《香港大家族》，但現已更名為《香港望族》並由殷莉主持。

## 內容
介紹香港的名門望族，對香港和中國的政制、政治、經濟或文化的影響。
- 第一集 : 何東家族
  - 歐裔華人，詳情可參考何東、何東家族、香港歐亞混血兒等條目。
- 第二集 : 伍廷芳、伍朝樞父子
  - 父子外交家，詳情可參考伍廷芳、伍朝樞條目。
- 第三集 :  莫仕揚家族
  - 買辦世家，詳情可參考莫仕揚、莫仕揚家族等條目。
- 第四集 :  周壽臣
  - 留美幼童，詳情可參考周壽臣、周壽臣家族條目。
- 第五集 :  李石朋家族
  - 李茂枝繁，詳情可參考李石朋、李石朋家族等條目。
- 第六集 :  何福堂家族
  - 傳道授業， 詳情可參考何福堂、何福堂家族等條目。
- 第七集 :  李樹芬、李樹培兄弟
  - 濟世家聲， 詳情可參考李樹芬、李樹培、李樹芬家族等條目。
- 第八集 :  嘉道理家族
  - 情歸滬港， 詳情可參考嘉道理、嘉道理家族等條目。
- 第九集 :  馬應彪家族
  - 大mall先鋒， 詳情可參考馬應彪、馬應彪家族及先施等條目。
- 第十集 :  余廣培家族
  - 仁澤眾生， 詳情可參考余廣培、余廣培家族及余仁生等條目。
- 第十一集 :  馮平山家族
  - 助學商家， 詳情可參考馮平山、馮平山家族等條目。
- 第十二集 : 何善衡
  - 善長儒翁， 詳情可參考何善衡等條目。
- 第十三集 : 利良奕
  - 利澤家國， 詳情可參考利良奕、利良奕家族等條目。
- 第十四集 : 鄧志昂
  - 樂善好施，詳情可參考鄧志昂、鄧志昂家族等條目。
- 第十五集 : 周永泰
  - 族泰長留，詳情可參考周永泰、周永泰家族等條目。

## 記事
- 3月12日：由於播映特備節目《日本地震之後》，本節目暫停播映一次。
- 4月16日：由於播映特備節目《第三十屆香港電影金像獎決戰前夕》，本節目暫停播映一次。

## 收視
以下為該節目於亞洲電視本港台首播之收視紀錄：
| 集數 | 日期          | 平均收視 | 百分比 |
| ---- | ------------- | -------- | ------ |
| 1    | 2011年1月8日  | 6點      | 29%    |
| 2    | 2011年1月15日 | 5點      | 21%    |
| 3    | 2011年1月22日 | 6點      | 29%    |
| 4    | 2011年1月29日 | 7點      | 32%    |
| 5    | 2011年2月5日  | 4點      | 15%    |
| 6    | 2011年2月12日 | 6點      | 29%    |
| 7    | 2011年2月19日 | 6點      | 29%    |
| 8    | 2011年2月26日 | 7點      | 30%    |
| 9    | 2011年3月5日  | 6點      | 32%    |
| 10   | 2011年3月19日 | 6點      | 22%    |
| 11   | 2011年3月26日 | 7點      | 28%    |
| 12   | 2011年4月2日  | 4點      | 15%    |
| 13   | 2011年4月9日  | 5點      | 18%    |
| 14   | 2011年4月23日 | 5點      | 20%    |
| 15   | 2011年4月30日 | 6點      | 22%    |

資料來源：CSM媒介研究(一個收視點代表63,600名觀眾)

## 影碟發行
亞洲電視新聞部資訊科授權洲立影視有限公司於2011年7月推出發行了《香港望族》DVD影碟零售版本，此影碟收錄全套15集，設有粵語發音版本並配上非隱藏繁體中文字幕。

## 書籍出版
亞洲電視新聞部資訊科授權明報出版社於2011年5月推出發行了《香港望族》書籍零售版本，此書籍可以把《香港望族》節目內容改編而錄成書籍，重新編寫，重要添加拍攝片中節目內容資料圖片。

## 外部連結
- 亞洲電視官方網頁 - 香港望族

## 電視節目的變遷
| 香港亞洲電視本港台 星期六 20:30-21:00 時段   | 香港亞洲電視本港台 星期六 20:30-21:00 時段     | 香港亞洲電視本港台 星期六 20:30-21:00 時段        |
| -------------------------------------------- | ---------------------------------------------- | ------------------------------------------------- |
|                                              | 香港望族 (第1-9集) (2011.01.08 - 2011.03.05)   |                                                   |
| 回首2010－港聞聚焦 (2011.01.01)(20:30-21:30) | 日本地震之後 (2011.03.12)(20:30-21:30)         |                                                   |
| 日本地震之後 (2011.03.12)(20:30-21:30)       | 香港望族 (第10-13集) (2011.03.19 - 2011.04.09) | 第三十屆香港電影金像獎決戰前夕 (2011.04.16)       |
| 第三十屆香港電影金像獎決戰前夕 (2011.04.16)  | 香港望族 (第14-15集) (2011.04.23 - 2011.04.30) | 中華創意奇觀2 (第1-9集) (2011.05.07 - 2011.07.02) |